# Miragolf Playa
El complex residencial Miragolf Playa està constituït per les torres Miragolf Playa 2, de 115 metres i 33 plantes, i les torres Miragolf Playa 1 i Torre Pinar, de 105 metres i 30 plantes d'altura, respectivament. Situades a Benidorm (Marina Baixa), cada torre té una orientació diferent i queden obertes a la pineda adjacent.

## Detalls
L'última planta de cadascuna de les torres té dos àtics-dúplexs de tres dormitoris i 258,17 m² de superfície, 57,05 m² dels quals corresponen a la terrassa (que té solàrium i piscina individual pròpia).
Torre Pinar
La Torre Pinar es diferencia de les seues germanes en què té un ascensor panoràmic en la seua façana posterior. A més, les puntes del seu cim no estan buides com en les altres dues. És la que se situa en tercer lloc i pren com a referència la Platja de Ponent.
Instal·lacions properes
La promoció compta, entre els seus equipaments més propers, amb un camp de golf de nou clots, un institut d'ensenyament mitjà, una zona comercial i el centre comercial La Marina.

## Incendi
La matinada del 10 de febrer de 2016, es va declarar un incendi en l'àtic (planta 32) del Miragolf Playa 2, propietat del promotor del bloc i llogat en aquest moment a dos turistes neerlandesos. L'incendi va ser sufocat a les poques hores, que va cremar per complet l'interior de l'immoble i va provocar diversos conats d'incendi a la pineda adjacent per despreniment de cendres. La causa de l'incendi va ser una barbacoa mal apagada. Un dels dos ocupants va quedar detingut (l'altre estava en parador ignorat) per no telefonar a emergències i per un possible delicte de danys tant a l'habitatge com a les persones intoxicades pel fum. No va haver-hi ferits de consideració.